# One Night Carnival
「One Night Carnival」（ワン・ナイト・カーニバル）は、氣志團のシングル楽曲。「俺んとこ来ないか?」という台詞から始まりパラパラ風の振付で歌うアッパーチューンであり、日本でのカラオケ定番曲の一つである。『NHK紅白歌合戦』で2回歌われている（第55回と第56回にて）。嶋大輔の「男の勲章」等と同様、バラエティー番組などにおいてヤンキー・暴走族に関するネタが取り上げられる際のBGMとして使用されることも多い(例:『めちゃ2イケてるッ!』内でかつて放送されていたコーナー「数取団」など)。

## インディーズ盤
2001年6月22日にUKプロジェクト傘下のTiNSTAR RECORDSより発売された。オリコンチャートでは最高位20位を記録、インディーズ版だけでも約8万枚の売上を記録している。こちらのOne Night Carnivalでは、西園寺と綾小路の元バイト先の後輩であったフジファブリックの志村正彦がコーラスで参加している。

### 収録曲
| 全作詞・作曲: 綾小路翔、全編曲: 氣志團。 |                                  |          |            |      |
| #                                        | タイトル                         | 作詞     | 作曲・編曲 | 時間 |
| 1.                                       | 「One Night Carnival」           | 綾小路翔 | 綾小路翔   | 5:04 |
| 2.                                       | 「ゴッド・スピード・ユー」       | 綾小路翔 | 綾小路翔   | 3:23 |
| 3.                                       | 「雷電」                         | 綾小路翔 | 綾小路翔   | 3:34 |
| 4.                                       | 「One Night Carnival (Karaoke)」 | 綾小路翔 | 綾小路翔   | 5:04 |
| 合計時間:                                | 合計時間:                        | 17:05    |            |      |

## メジャー盤（2002年）
2002年5月29日に東芝EMIよりメジャーデビューシングルとして発売された。

### 収録曲
| 全編曲: 氣志團。 |                        |          |            |      |
| #                | タイトル               | 作詞     | 作曲・編曲 | 時間 |
| 1.               | 「One Night Carnival」 | 綾小路翔 |            | 4:58 |
| 2.               | 「朝が来る度」         | 綾小路翔 |            | 4:40 |
| 3.               | 「グリとグラ」         |          |            | 4:45 |
| 合計時間:        | 合計時間:              | 14:23    |            |      |

### 隠しトラック
本作は曲は3曲しかないが、頭出しは16番まである。4番から14番までは3秒の無音部、15番は5秒の無音部となっている。そして、16番にはライブ時に収録された綾小路翔の台詞と「黒い太陽」のイントロ(32秒)が収録されている。

### 補足
- ジャケット写真は1970年代の暴走族の写真集「One Night Carnival」の写真の一部が使用されていて、インディーズ版とは異なりメンバーの鮮明な写真は登場しない。
- 即興で入れるセリフの部分がインディーズ版とは異なっている。
- カップリング2曲目の「グリとグラ」はインストゥルメンタル曲。絵本『ぐりとぐら』と直接の関係はない。

## メジャー盤（2013年）
2013年9月11日に影別苦須 虎津苦須よりリリースされたリメイク盤。千葉・袖ケ浦海浜公園で開かれた地域密着型フェス「氣志團万博2013」のテーマソングである。

### 収録曲
| 全作詞・作曲: 綾小路翔、全編曲: 氣志團。 |                                       |          |            |      |
| #                                        | タイトル                              | 作詞     | 作曲・編曲 | 時間 |
| 1.                                       | 「One Nighr Carnival 2013」           | 綾小路翔 | 綾小路翔   | 4:58 |
| 2.                                       | 「愛 羅 武 勇 (2013)」                | 綾小路翔 | 綾小路翔   | 4:59 |
| 3.                                       | 「One Night Carnival 2013 (KARAOKE)」 | 綾小路翔 | 綾小路翔   | 4:58 |
| 4.                                       | 「愛 羅 武 勇 (2013) (KARAOKE)」      | 綾小路翔 | 綾小路翔   | 4:59 |
| 合計時間:                                | 合計時間:                             | 19:54    |            |      |

### 楽曲解説
1. One Night Carnival 2013
即興で入れるセリフの部分がインディーズ盤に戻っている。
2. 愛 羅 武 勇 (2013)
愛 羅 武 勇のリメイク。

## コラボレーション
「One Night Carnival」は、これまで様々なアーティストとコラボレーションで披露されている。コラボレーションの際には必ず途中に入れる台詞を変更する。2002年6月3日放送の『SMAP×SMAP』（フジテレビ）内の「S-Live」で、氣志團×SMAPのコラボレーション、2013年9月3日放送の『火曜曲!』（TBS）で、氣志團×MAX×AKB48のコラボレーション、2013年10月25日放送の『僕らの音楽』（フジテレビ）で、綾小路翔×SCANDALのコラボレーション、2013年12月4日放送の『2013 FNS歌謡祭』（フジテレビ）で、氣志團×SCANDALのコラボレーション、2014年5月16日放送の『僕らの音楽』（フジテレビ）で、氣志團×小室哲哉×浅倉大介のコラボレーション、2014年5月17日放送の『MUSIC FAIR』（フジテレビ）で、氣志團×郷ひろみのコラボレーション、2014年8月13日放送の『2014 FNSうたの夏まつり』（フジテレビ）で、氣志團×郷ひろみ×高見沢俊彦×小室哲哉×浅倉大介のコラボレーション、2015年2月21日放送の『MUSIC FAIR』（フジテレビ）で、氣志團×GENERATIONSのコラボレーション、2015年6月27日放送の『CDTVスペシャル! 音楽の日 朝までライブ』（TBS）で、氣志團×ゴールデンボンバーのコラボレーション、2015年7月26日放送の『FNS27時間テレビ』（フジテレビ）内の「テレビのピンチをチャンスに変えるライブ」で氣志團×岡村隆史のコラボレーション、2015年11月24日放送の『日テレ系音楽の祭典 ベストアーティスト2015』（日本テレビ）で、氣志團×HKT48のコラボレーション、2015年12月2日放送の『2015 FNS歌謡祭』（フジテレビ）で、氣志團×WaTのコラボレーション、2016年7月18日放送の『2016 FNSうたの夏まつり 〜海の日スペシャル〜』で、氣志團×夏木マリ×土屋アンナのコラボレーションで披露されている。
| 番組                                                                                         | 放送日         | コラボレーション                             |
| -------------------------------------------------------------------------------------------- | -------------- | -------------------------------------------- |
| SMAP×SMAP                                                                                    | 2002年6月3日   | 氣志團×SMAP                                  |
| 火曜曲!                                                                                      | 2013年9月3日   | 氣志團×MAX×AKB48                             |
| 僕らの音楽                                                                                   | 2013年10月25日 | 綾小路翔×SCANDAL                             |
| 2013 FNS歌謡祭                                                                               | 2013年12月4日  | 氣志團×SCANDAL                               |
| 僕らの音楽                                                                                   | 2014年5月16日  | 氣志團×小室哲哉×浅倉大介                     |
| MUSIC FAIR                                                                                   | 2014年5月17日  | 氣志團×郷ひろみ                              |
| 2014 FNSうたの夏まつり                                                                       | 2014年8月13日  | 氣志團×郷ひろみ×高見沢俊彦×小室哲哉×浅倉大介 |
| MUSIC FAIR                                                                                   | 2015年2月21日  | 氣志團×GENERATIONS                           |
| CDTVスペシャル! 音楽の日 朝までライブ                                                        | 2015年6月27日  | 氣志團×ゴールデンボンバー                    |
| FNS27時間テレビ めちゃ2ピンチってるッ! 1億2500万人の本気になれなきゃテレビじゃないじゃ〜ん!! | 2015年7月26日  | 氣志團×岡村隆史                              |
| 日テレ系音楽の祭典 ベストアーティスト2015                                                    | 2015年11月24日 | 氣志團×HKT48                                 |
| 2015 FNS歌謡祭                                                                               | 2015年12月2日  | 氣志團×WaT                                   |
| 2016 FNSうたの夏まつり 〜海の日スペシャル〜                                                  | 2016年7月18日  | 氣志團×夏木マリ×土屋アンナ                   |

## カバー
One Night Carnival
- 西尾夕紀（2014年11月19日、アルバム『エンカのチカラ　プレミアム《赤盤》』に収録）
- 風神RIZING！ - 配信限定シングル『上京上等行ってきまーす☆』（2020年10月26日配信）に収録。
- 浜崎あゆみ、木梨憲武、ももいろクローバーZ など全11曲を収録したトリビュートアルバム『All Night Carnival』が2022年3月30日に発売された[6][7]。
- 収録ライブ映像 (浜崎あゆみ)
  - 『ayumi hamasaki ARENA TOUR 2012 A 〜HOTEL Love songs〜』
  - 『ayumi hamasaki ASIA TOUR 〜24th Anniversary special@PIA ARENA MM〜』